# 矢野利裕
矢野 利裕（やの としひろ、1983年11月11日 - ）は、日本の文芸評論家・批評家・ライター、DJ、イラストレーター。

## 経歴
東京都北区出身。中央大学文学部卒業。東京学芸大学大学院修士課程修了。
2014年「自分ならざる者を精一杯に生きる：町田康論」で第57回群像新人文学賞評論部門優秀作。
文芸批評と音楽批評をともに手がける。文學界「新人小説月評」を2017年に担当した。

## 著書

### 単著
- 『SMAPは終わらない――国民的グループが乗り越える「社会のしがらみ」』（垣内出版、2016年8月）
- 『ジャニーズと日本』（講談社現代新書、2016年12月）
- 『コミックソングがJ-POPを作った　軽薄の音楽史』（Pヴァイン、2019年4月）
- 『今日よりもマシな明日　文学芸能論』（講談社、2022年2月）
- 『学校するからだ』（晶文社、2022年12月）
- 『「国語」と出会いなおす』（フィルムアート社、2025年4月）

### 共著
- 『ジャニ研! ジャニーズ文化論』（原書房、2012年）大谷能生・速水健朗との共著
- 『大人アイドル プロフェッショナルとしてのV6論』相沢直,磯部涼,小倉広,切通理作,戸部田誠,トミヤマユキコ,西森路代,前田愛実共著 サイゾー(発売) 2016
- 『「学び」がわからなくなったときに読む本』（鳥羽和久編著、千葉雅也、古賀及子、井本陽久、甲斐利恵子、平倉圭、尾久守侑共著、あさま社、2024年）